# Pselliophora henryi
Pselliophora henryi is een tweevleugelige uit de familie langpootmuggen (Tipulidae). De soort komt voor in het Oriëntaals gebied.